# 맹약 (드라마)
《맹약》(盲约)은 2017년 방송되었던 중국의 드라마이다.

## 소개
- 골드미스이지만 몸매는 통통하고 어딘가 헛똑똑이인듯한 샤텐은 엄마와의 내기에서 이기기 위해 고군분투하면서 결국 진정한 사랑을 찾게 되는 이야기를 그린 드라마

## 등장 인물
- 루이 - 양숴 역
- 장신 - 샤티엔 역
- 이아남 (李雅男) - 쓰투이 역
- 왕정 (王汀) - 추린 역
- 톈뉴 - 우홍잉 역
- 시우 (施羽) - 하오궈화 역
- 정페이페이 - 포포 역
- 염욱 (冉旭) - 딩카이 역
- 윤소덕 (尹昭德) - 샤얼 역